# Wolfgang G. Schwanitz
Pour les articles homonymes, voir Schwanitz.
Wolfgang G. Schwanitz, né en 1955, est un spécialiste du monde arabe (arabiste), historien et économiste du Moyen-Orient. Il enseigne et effectue des recherches aux États-Unis et en Allemagne. Il est connu par ses publications sur les relations internationales entre les Arabes, les Juifs et les Allemands, entre l’Allemagne, le Moyen-Orient et l’Amérique, le Moyen-Orient et l’Europe et sur l’islam.

## Biographie
Wolfgang G. Schwanitz a grandi au Caire où son père était diplomate est-allemand. Il a fréquenté de 1977 à 1982 le lycée Max-Planck à Berlin, puis a suivi des études d’économie et de langues orientales à l’Université de Leipzig. Il soutient une thèse en 1985 sur la politique économique de l’Égypte Infitâh. Il dirige ensuite un groupe de recherches consacré à l’histoire du Proche et du Moyen-Orient à l’Académie des Sciences de la RDA et ce jusqu’en 1990.
Après la réunification, Schwanitz est intégré dans le groupe de recherches sur l’Orient moderne de la Société Max-Planck, un des groupes qui a succédé à l’Académie des Sciences et qui est devenu depuis le Centre de l’Orient moderne. Il y restera jusqu’en 1995. Il donnera parallèlement des cours à l'Université Humboldt de Berlin, l'Université libre de Berlin et à l'Université de Potsdam (1988-2000) sur le conflit au Moyen-Orient et sur les relations germano-américaines face à ce conflit, il enseignera l’histoire du monde arabe et l’histoire des relations internationales au Burlington County College à Pemberton et à la Rider University à Lawrenceville et Princeton (New Jersey de 2004 à 2008). Schwanitz est collaborateur de l'Institut allemand des études orientales de Hambourg (1998-2006), devenu à présent le GIGA-Institut pour les études du Moyen-Orient. Depuis 2007, il était Visiting Professor au Gloria Center (2007-2017), Herzliya en Israël et est Hochberg Family (2014-2017) Writing Fellow au Middle East Forum (Forum du Moyen-Orient), Philadelphie en Pennyslvanie.
Il a été, en 1991 IREX-Scholar de l’International Research and Exchanges Board à Princeton, New Jersey, Washington DC et à New York. Il a ensuite effectué des recherches en Égypte et en Israël en tant Invited Scholar, et a été admis au Centre français du Proche-Orient au Caire (1992-1993). Il a été en outre, Visiting Fellow à l’Université de Princeton dans le New Jersey (1995-1997) et au Centre germano-américain de l’Institut historique allemand de Washington DC (1998). C’est au Département d’études sur le Proche-Orient de l’Université de Princeton qu’il a achevé de rédiger les deux volumes consacrés aux Allemands au Proche-Orient depuis 1945, il y a aussi édité un ouvrage sur August Bebel, un autre sur la Muhammedanisch-Arabische Kulturperiode (1884/1889). Dans son ouvrage consacré à l’histoire de la Banque Allemande d'Orient (Deutsche Orientbank), 1906, la société par actions sous la direction de la Dresdner Bank jusqu’en 1946, il a démontré à partir de sources allemandes, moyen-orientales et américaines comment les nazis ont vendu l’or qu’ils avaient pris aux Juifs d’Europe à la Turquie et comment ils ont ainsi obtenu des subsides pour faire de la subversion au Proche et au Moyen-Orient.
Après la chute du mur, il a publié des travaux critiques sur la politique est-et ouest allemandes au Proche-Orient, sur le point de vue israélien, sur la réunification, sur une pérestroïka orientale, il a également écrit des articles sur les débats américains autour de la Guerre du Golfe, sur le terrorisme au bord du Nil, sur les faiblesses du marxisme. Il a fondé en 1993 la Société allemande du Moyen-Orient (Deutsche Arbeitsgemeinschaft Vorderer Orient). Il dirige de 1987 à 1995 à les Entretiens entre Berlin et le Moyen-Orient (Berliner Orient-Gespräche). Il est membre du Comité directeur de la Société germano-égyptienne de 1990 à 1995. Schwanitz a participé depuis 2000 aux travaux de la comparistique historique régionale Amérique, Proche-Orient, Europe sur la politique américaine au Proche-Orient et sur la politique vis-à-vis du monde arabe.

## Contributions
Il a organisé 4 colloques nationaux et 2 colloques internationaux sur : 
- Proche-Orient (Gotha 1989)
- recherches sur le Proche-Orient qui ont réuni Arabes, Juifs et Allemands à Berlin en 1990 et 1993
- 125e anniversaire du canal de Suez (Lauchhammer 1995)
- relations entre l’Allemagne et l’Égypte (Caire 1996)
- Troisième Reich et le Proche-Orient (Washington 2001).

Il a été invité à 20 colloques internationaux et à 25 colloques nationaux parmi lesquels le 17e Congrès des Sciences historiques à Madrid en 1990, des Colloques à Paris (1994, 2004) Kairo 1996, Washington DC (1998, 2001, 2014), Munich 2006, Princeton (1996, 1998, 2008) et à Nancy 2009.
Ses recherches ont abouti à la rédaction de cinq ouvrages personnels, il a rédigé 70 chapitres d’ouvrages et a édité une dizaine de livres sur l’histoire du Proche et du Moyen-Orient dans les relations internationales depuis 1798, date de l’arrivée de Bonaparte en Égypte et en Syrie. Schwanitz a aussi collaboré à des dictionnaires comme l’étude historique critique du Wörterbuch des Marxismus et le Handbuch des Antisemitismus. Il a enfin participé à des productions télévisées sur Saddam Hussein (History Channel 2005), l’Empereur Guillaume II, la Guerre Sainte (ARD 2005), Nationalsocialisme et Islam (Bayerischer Rundfunk 2006) et sur le Grandmufti de Jérusalem Hajj Amin al-Husseini (NDR, WDR, SWR, Arte 2009, 2010).

## Ouvrages

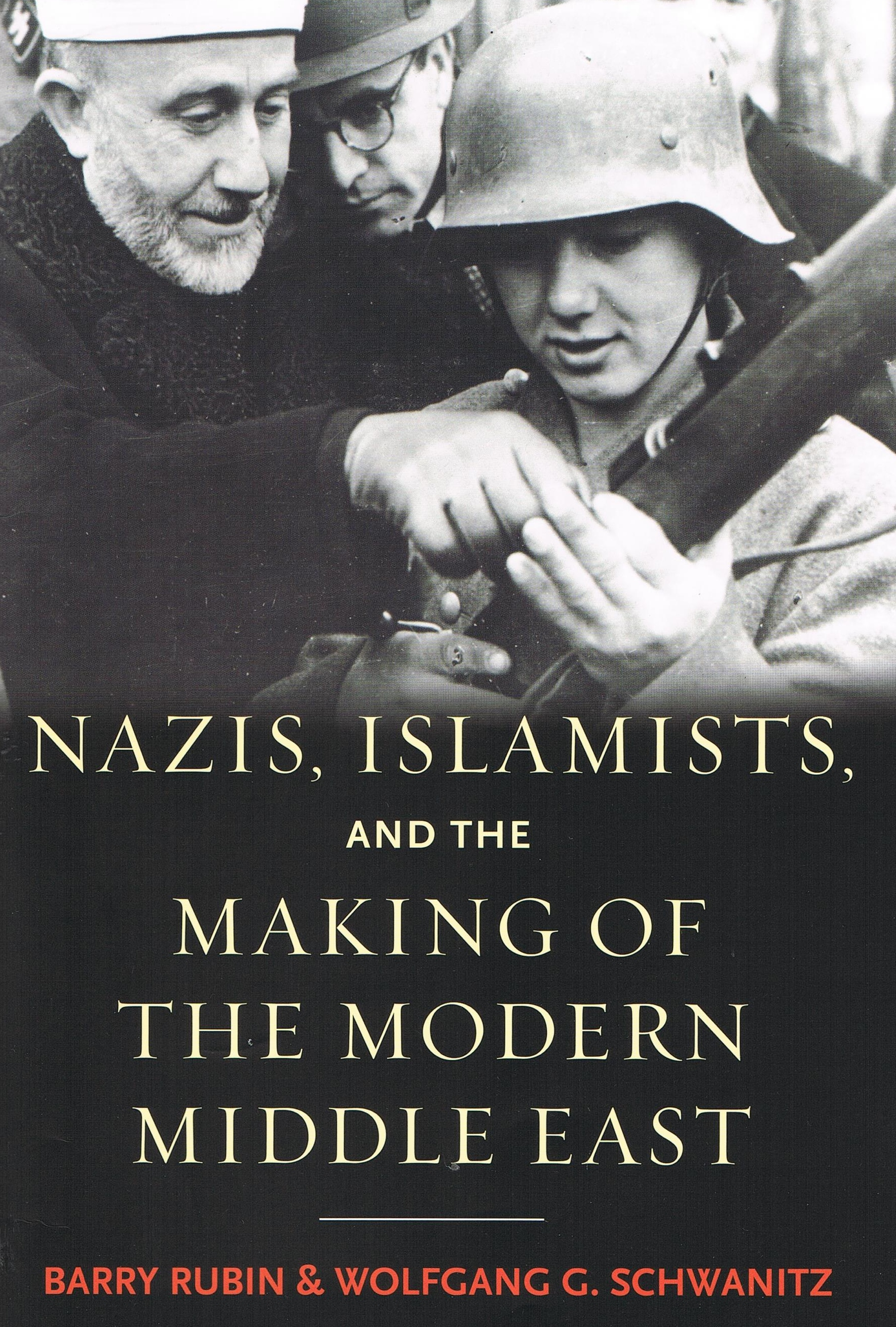

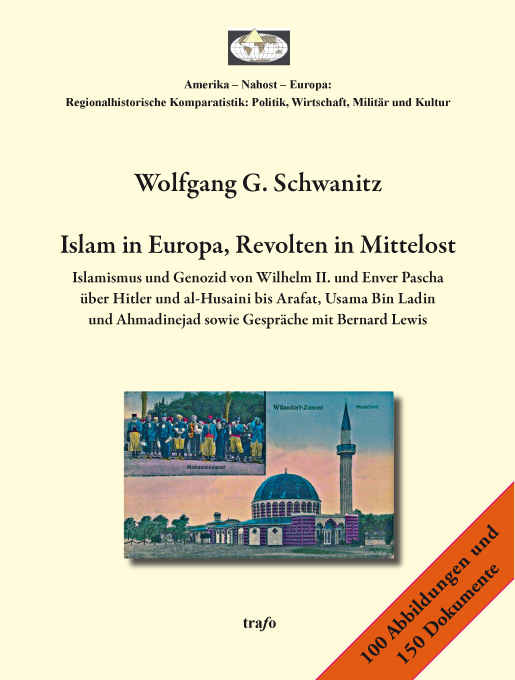
Islam in Europe, Revolts in the Middle East

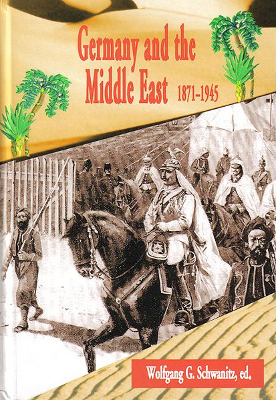
Couverture du livre Germany and the Middle East, 1871-1945. montrant Guillaume II quittant son camp de toile de Jérusalem lors de son voyage en Palestine durant l'automne 1898

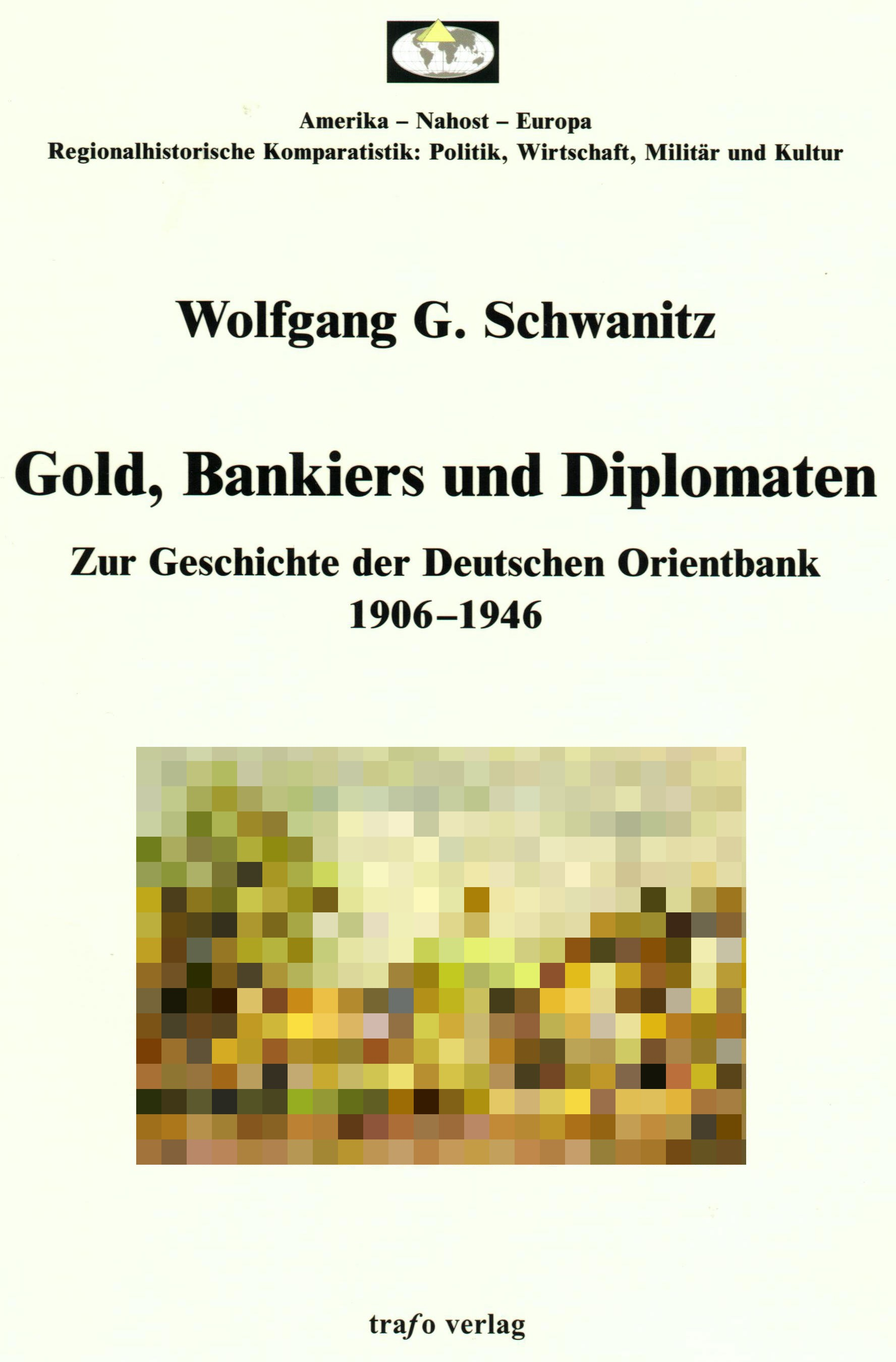
De l'or, des banquiers et des diplomates : l'histoire de la Banque Allemande d'Orient 1906-1946. Ce livre fait partie de la série d'ouvrages de W. G. Schwanitz "comparistique historique régionale Amérique, Proche-Orient, Europe". La carte postale officielle qui illustre la couverture a été réalisé par le peintre Wolfgang Tritt (1913-1983). Elle représente la Cathédrale Sainte-Edwige de Berlin et à droite de celle-ci le siège berlinois de la Dresdner Bank et de la Deutsche Orientbank AG (Banque Allemande d'Orient SA)

- (de) Mittelost Mosaik 2015. Ägyptens Wandel, Israel und Irans Atompakt, Islamstaat Irak-Syrien sowie Barack H. Obama, Benjamin Netanjahu und Angela Merkel, Berlin, Trafo Wissenschaftsverlag, 2017 (ISBN 978-3-86464-103-9)
- (de) Mittelost Mosaik 2014. Afghanistans Wahlen, Israels Raketenkrieg, Kalifat Irak-Syrien sowie Barack H. Obama, Papst Franziskus und Angela Merkel, Berlin, Trafo Wissenschaftsverlag, 2016 (ISBN 978-3-86464-102-2)

- (de) Mittelost Mosaik 2013. Ägyptens Revolte, Syriens Bürgerkrieg, Irans Atompakt sowie Barack H. Obama, Abd al-Fattah as-Sisi und Angela Merkel, Berlin, Trafo Wissenschaftsverlag, 2015 (ISBN 978-3-86464-009-4)

- (en) Nazis, Islamists, and the making of the modern Middle East, New Haven, Yale University Press, 2014, 340 p. (ISBN 978-0-300-14090-3, lire en ligne), avec Barry Rubin
  - (nl-BE) Nazi's, Islamisten en het Moderne Midden-Oosten, Groningen, Uitgeverij de Blauwe Tijger, 2017 (ISBN 978-94-92161-48-2)
  - (pl) Hitlerowcy, islamiści i narodziny nowożytnego Bliskiego Wschodu, Kraków, Vis-à-vis Etiuda, 2014 (ISBN 978-83-7998-020-8)
  - (hu) Nácik iszlamisták és a modern Közel-Kelet megteremtése, Budapest, Patmos Records, 2014, 391 p. (ISBN 978-615-5526-02-2, lire en ligne)
- (de) Islam in Europa, Revolten in Mittelost : Islamismus und Genozid von Wilhelm II. und Enver Pascha über Hitler und al-Husaini bis Arafat, Usama Bin Ladin und Ahmadinejad sowie Gespräche mit Bernard Lewis, Berlin, Trafo Wissenschaftsverlag, 2013, 2014, 2nd ed., 782 p. (ISBN 978-3-86464-018-6).
- (de) Gold, Bankiers und Diplomaten : zur Geschichte der Deutschen Orientbank 1906-1946, Berlin, Trafo, 2002, 429 p. (ISBN 3-89626-288-2)
- (de) Deutsche in Nahost 1946-1956, Frankfurt am Main, Washington DC, Haensel-Hohenhausen, 1998, vol. i (ISBN 978-3-8267-2553-1 et 3-8267-2553-0), vol. II,  (ISBN 3-826-72554-9)
- (de) Ägyptens Infitah-Politik der offenen Tür, Leipzig : Diss, Afrika-Nahostwissenschaften, 1984

## Éditeur scientifique ou directeur de publication
- (de) Deutschland und der Mittlere Osten im Kalten Krieg, Leipzig, Leipziger Univ.-Verl, 2006 (ISBN 978-3-86583-144-6)
- (en) Germany and the Middle East, 1871-1945 : [papers from the 25th anniversary conference of the German studies association, held at the beginning of October 2001], Princeton, NJ, Markus Wiener, 2004, 267 p. (ISBN 1-55876-299-X); Madrid, Iberoamericana, 2004   (ISBN 8-484-89169-0), Frankfurt am Main, Vervuert, 2004   (ISBN 3-865-27157-X)
- (de) Deutschland und der Mittlere Osten, Leipzig, Leipziger Univ.-Verl, 2004 (ISBN 3-937209-48-4)
- (en) Germany and the Middle East, 1871-1945, Princeton Papers of Middle Eastern Studies, Princeton, Wiener, 2004 (ISSN 1084-5666)
- (de) August Bebel : Die mohammedanisch-arabische Kulturperiode, Berlin, Edition Ost, 1999, 236 p. (ISBN 3-929161-27-3)
- (de) Ägypten und Deutschland im 19. und 20. Jahrhundert im Spiegel von Archivalien, Kairo, Verlag Dâr ath-Thâqafa, 1998 (ISBN 977-19-3703-0), avec Wajīh ʻAtīq
- (de) 125 Jahre Sueskanal : Lauchhammers Eisenguss am Nil, Hildesheim New York, G. Olms, 1998, 420 p. (ISBN 3-487-10315-X)
- (de) Jenseits der Legenden : Araber, Juden, Deutsche, Berlin, Dietz, 1994 (ISBN 3-320-01839-6)
- (de) Berlin-Kairo : damals und heute ; zur Geschichte deutsch-ägyptischer Beziehungen, Berlin, DÄG, 1991

## Vidéos avec W.G. Schwanitz
- Le Mufti et les Nazis: Hitler collabore avec le mufti de Jérusalem Amin al-Husaini

## Participation à des ouvrages
- Talat's Ottoman Balfour Declaration, Webversion 12-2017
- Himmler's Boost for al-Husaini, Webversion 4-2017
- Angry Germans, Inept Leaders, Webversion 1-2016
- British Miscalculations, Muslim Nationalism, Webversion 5-2015
- Zionism, the Grand Mufti and the Holocaust, Webversion 7-2014
- From Station Z to Jerusalem, Webversion 6-2014
- Amerika, Israel und die Krim: Fünf Jahre ohne resolute Führung im Westen. Webversion 3-2014
- Obama, Netanjahu, Ruhani und as-Sisi: Friedenssuche, Revolten und Ijtihad-Reformation. Webversion 3-2014
- Obama und Merkel zu Mittelost: Universelle Werte, aber geteilte Ansätze im Wettstreit der Nationen. Webversion 2-2014
- Lawrence versus Oppenheim von Arabien: Geschichte der Sieger - die der Verlierer ist noch unerzählt. Webversion 12-2013
- Demokratischer Staatsstreich in Kairo: Der Westen singt das Lied der Islamisten, Webversion 7-2013
- Adieu Muhammad Mursi: Tamarrud-Korrekturrevolte soll den Islamisten absetzen, Webversion 7-2013
- Religionen in Amerikas Wahlkampf: Obamas Hürde, Romneys Gewinn, Webversion 11-2012
- Usama Bin Ladin. Das Ende des Globalislamisten, Webversion 10-2012
- Rick Santorum, Webversion 4-2012
- Casus belli für Irans Islamisten, Webversion 1-2012
- Abendröte des al-Asad-Regimes, Webversion 12-2011
- Adenauer in New York, Pawelke in Kairo, Webversion 7-2011
- Erste Münchner Moschee, Webversion 6-2011
- Global Mufti al-Qaradawi, Webversion 12-2010
- Thilo Sarrazin, Webversion 12-2010
- Nazis, Jews and Soviets, Webversion 10-2010
- Faith and Power, Religion and Politics, Webversion 8-2010
- Arab Responses to the Holocaust, Webversion 6-2010
- Germans, Nukes and Mullahs, Webversion 5-2010
- America and the Third Reich, Webversion 5-2010
- Yasir Arafat, Webversion 5-2010
- Nazis On The Run, Webversion 5-2010
- Anwar as-Sadat, Webversion 4-2010
- Abd an-Nasir, Webversion 4-2010
- Amin al-Husaini, Webversion 4-2010
- Stalin, Roosevelt und Churchill in Iran, Webversion 4-2010
- Essad Beys Biographie des Propheten Muhammad, Websversion 9-2010
- La politique est-allemande au Moyen-Orient, Webversion 2-2010
- Matthias Küntzel, die Deutschen und der Iran, Webversion 1-2010
- Demokratie erstreiten, Demokratie ertrotzen, Webversion 12-2009
- Boomendes Arabisch, Webversion 8-2009
- Nasser am Rhein oder Ulbricht am Nil? 8-2009
- Stalin in Mecca, Webversion 8-2009
- Le bâton RDA: La politique est-allemande au Moyen-Orient, Webversion 5-2009
- Moskauer Nächte in Mittelost, Webversion 4-2009
- Honecker wusste um Angriff auf Israel, Webversion 4-2009
- The Shaikh and The Shoah, Webversion 4-2009
- German-Kuwaiti Relations, Webversion 3-2009
- Euro-Islam, Webversion 3-2009
- Mit Nagib Machfus im Karnak-Café, Webversion 3-2009
- Helmut Kohl und Mittelost, Webversion 3-2009
- Occidentalistcs by Hasan Hanafi, Webversion 10-2008
- Bonn und Ostberlin in Mittelost, Webversion 8-2008
- Kaiser Wilhelms heiliger Krieg, Webversion 8-2008
- Amin al-Husaini und das Dritte Reich, Webversion 4-2008
- Amerika-Mittelost-Europa: das deutsche Beispiel, Webversion 5-2008
- August Bebel und Mittelost, Webversion 12-2007
- Nahostpolitische Retrospektive Fritz Grobbas, Webversion 9-2007
- Günther Pawelke und der Frieden Ägypten-Israel, Webversion 9-2007
- Gerhard Barkleit und Manfred von Ardenne, 9-2007
- Amerikas ungeschriebe Islampolitik, Webversion 9-2006, 10-2006
- Deutsche und Palästinenser im Kalten Krieg, Webversion 3-2005
- Das bittersüße Image Amerikas, Webversion 11-2004
- Die Berliner Jihadisierung des Islam, Webversion 10-2004
- Deutsche Nahostpolitik, Webversion 2-2004

## Ouvrages parlant de W.G. Schwanitz
- Clemens Heni : Schadenfreude. Islamforschung und Antisemitismus in Deutschland nach 9/11, Edition Critic : Berlin 2011
- Stefan Bollinger, Ulrich van der Heyden, (Hrsg.) : Deutsche Einheit und Elitewechsel in Ostdeutschland, Berlin : Trafo 2002
- Ekkehard Rudolph, Bestandsaufnahme : kultur- und sozialwissenschaftliche Forschung über die muslimische Welt in der BRD, Deutsches Orient-Institut : Hamburg 1999
- Wolf-Hagen Krauth, Ralf Wolz, (Hrsg.), Wissenschaft und Wiedervereinigung : Asien- und Afrikawissenschaften im Umbruch, Berlin : Akademie 1998
- Kai Hafez, Orientwissenschaft in der DDR : zwischen Dogma und Anpassung 1969-1989, Deutsches Orient-Institut, 1995.
- Emma Murphy, Gerd Nonnemann, Neil Quilliam : Middle East & North Africa : A Directory of Specialists and Institutions, Durham : Eurames 1993